# 43 Sagittarii
Désignations
43 Sagittarii est une étoile géante jaune de magnitude 4,88 située dans la constellation du Sagittaire. Elle est située à environ ∼ 470 a.l. (∼ 144 pc) du Système solaire. Elle porte également la désignation de Bayer de d Sagittarii, 43 Sgaittarii étant quant à elle sa désignation de Flamsteed.

## Observation
C'est une étoile située dans l'hémisphère sud, mais de déclinaison faible : cela signifie qu'elle peut être observée sans difficulté depuis toutes les régions habitées de la Terre et qu'elle est invisible seulement aux hautes latitudes. En revanche, dans l'hémisphère sud, elle ne semble être circumpolaire que sur le continent antarctique. Sa magnitude de 4,88 la rend visible à l'œil nu, donc elle peut être observée sans l'aide d'un instrument sous un ciel dégagé et éventuellement sans la présence de la Lune.
La meilleure période pour son observation dans le ciel du soir tombe les mois entre fin juin et novembre.

## Caractéristiques physiques
43 Sagittarii a une métallicité légèrement inférieure à celle du soleil ([Fe/H] = -0.14), et est parfois aussi classée comme géante jaune ou géante jaune lumineuse de classe G8II-G8III. Comme les autres étoiles de sa classe, elle a terminé la fusion de son hydrogène en hélium dans son noyau ; la température de surface a chuté à 4 850 K et son rayon est devenu plus de 50 fois celui du Soleil, augmentant la luminosité à 300 L☉.
Elle a une magnitude absolue de -0,96 et sa vitesse radiale positive indique que l'étoile s'éloigne du Système solaire.

## Occultations
En raison de sa position proche de l'écliptique, l'étoile est parfois soumise à l'occultation de la Lune et, plus rarement, des planètes, généralement internes. La dernière occultation planétaire, qui fut celle Mercure, eut lieu le 23 janvier 1812.
Les occultations lunaires les plus récentes ont eu lieu le 28 août 2012 et le 17 novembre 2012.